# Erwin Rössner
Erwin Rössner (ur. 24 września 1890 w Jarosławiu, zm. 8 stycznia 1963 w Londynie) – podpułkownik taborów Wojska Polskiego.

## Życiorys
W latach 1912–1913 wziął udział w mobilizacji sił zbrojnych Monarchii Austro-Węgierskiej, wprowadzonej w związku z wojną na Bałkanach. W czasie I wojny światowej walczył w szeregach c. i k. armii. Na stopień rotmistrza został mianowany ze starszeństwem z 1 sierpnia 1917 roku w korpusie oficerów taborowych. W 1918 roku jego oddziałem macierzystym był Batalion Taborów Nr 11.
W czasie wojny z bolszewikami, do marca 1920 roku kierował Referatem Taborowym Frontu Podolskiego, a następnie dowodził Szkołą Podchorążych Taborowych. 30 lipca 1920 roku został zatwierdzony z dniem 1 kwietnia 1920 roku w stopniu majora, w Korpusie Wojsk Taborowych, w grupie oficerów byłej armii austro-węgierskiej.
3 maja 1922 roku został zweryfikowany w stopniu podpułkownika ze starszeństwem z dniem 1 czerwca 1919 roku i 12. lokatą w korpusie oficerów taborowych. Później dowodził Oficerską Szkołą Wojsk Taborowych i Szkołą dla Podoficerów Wojsk Taborowych, pozostając oficerem nadetatowym 7 dywizjonu taborów. 1 października 1925 roku został przeniesiony do 10 szwadronu taborów w Przemyślu na stanowisko dowódcy szwadronu. W lipcu 1926 roku został przeniesiony do kadry oficerów taborowych z równoczesnym przydziałem do Dowództwa Okręgu Korpusu Nr X na stanowisko szefa Szefostwa Taborów. W listopadzie 1927 roku został wyznaczony na stanowisko kierownika referatu taborowego w 10 Okręgowym Szefostwie Artylerii i Uzbrojenia w Przemyślu. W następnym miesiącu został przydzielony na stanowisko rejonowego inspektora koni w Postawach. W kwietniu 1928 roku został zwolniony ze stanowiska rejonowego inspektora koni w Postawach z równoczesnym przeniesieniem służbowym do Powiatowej Komendy Uzupełnień Przemyśl na okres sześciu miesięcy celem odbycia praktyki poborowej. W listopadzie tego roku, po odbyciu praktyki, został przeniesiony służbowo do Powiatowej Komendy Uzupełnień Brzeżany na stanowisko komendanta. W 1938 roku dowodzona przez niego jednostka została przemianowana na Komendę Rejonu Uzupełnień Brzeżany, a zajmowane przez niego stanowisko otrzymało nazwę „komendant rejonu uzupełnień”.
Zmarł tragicznie 8 stycznia 1963 roku w Londynie. Trzy dni później został pochowany na Cmentarzu South Ealing w Londynie.

## Ordery i odznaczenia
- Złoty Krzyż Zasługi – 1938[17][18]
- Srebrny Medal Zasługi Wojskowej na wstążce Krzyża Zasługi Wojskowej[19]
- Brązowy Medal Zasługi Wojskowej na wstążce Krzyża Zasługi Wojskowej[19]
- Krzyż Pamiątkowy Mobilizacji 1912–1913[19]

5 listopada 1935 Komitet Krzyża i Medalu Niepodległości odrzucił wniosek o nadanie mu tego odznaczenia „z powodu braku pracy niepodległościowej”.